# Echte Trauerweide
Die Echte Trauerweide (Salix babylonica) ist eine Pflanzenart aus der Gattung der Weiden (Salix) in der Familie der Weidengewächse (Salicaceae). Sie wird auch nach ihrer Herkunft als Chinesische Trauer-Weide bzw. nach ihrem botanischen Namen als Babylonische Trauer-Weide bezeichnet.

## Beschreibung

### Vegetative Merkmale
Die Echte Trauerweide ist ein Baum, der Wuchshöhen von 10 bis 20 Meter erreicht. Der Stammdurchmesser erreicht über 85 Zentimeter. Die Äste sind weit ausladend und die Zweige sind dünn, lang rutenförmig und überhängend. Die Rinde ist anfangs seidig behaart, hell-grau und später kahl. 
Die Laubblätter sind in Blattstiel und -spreite gegliedert. Der Blattstiel ist mit einer Länge von etwa 5 Millimetern relativ kurz. Die einfache Blattspreite ist bei einer Länge von bis zu 17 Zentimetern sowie einer Breite von etwa 2,5 Zentimetern lanzettlich mit lang zugespitztem oberen Ende und am Grund genauso zusammenlaufend. Der Blattrand ist knorpelig gesägt. Die Blattoberseite ist dunkel-grün und die -unterseite grau-grün, beide Seiten sind kahl. Nebenblätter sind nur selten vorhanden.

### Generative Merkmale
Die Blütezeit dauert von April bis Mai. Die Echte Trauer-Weide ist, wie alle Weiden-Arten, zweihäusig getrenntgeschlechtig (diözisch), allerdings gibt es bei ihr als eine Ausnahme gelegentlich weibliche Blüten, die in den männlichen Kätzchen vorkommen. Die Kätzchen sind 4 bis 5 Zentimeter lang, zylindrisch und hängend. Männliche Kätzchen besitzen Blüten mit zwei kahlen Staubblättern. Weibliche Kätzchen besitzen Blüten, die einen kahlen Fruchtknoten und dicke Narben enthalten. Das Tragblatt ist einfarbig und hell, seine Außenseite ist locker behaart, die Spitze ist nicht bärtig. Von den zwei männlichen Nektardrüsen ist die hintere länglich und keulenförmig, die vordere klein. Die weibliche Nektardrüse ist das hintere Nektarium. 
Die Chromosomenzahl beträgt 2n = 38, 76, seltener 63 oder 72.

## Vorkommen und Nutzung
Die Echte Trauer-Weide stammt aus Ostasien. Hier kommt sie ursprünglich von China und Japan bis nach Ost-Turkestan vor. Sie wird als Ziergehölz weltweit in klimatisch passende Gebieten verwendet. Sie wächst auf feuchten und lockeren Böden an Gewässern.

## Hybriden

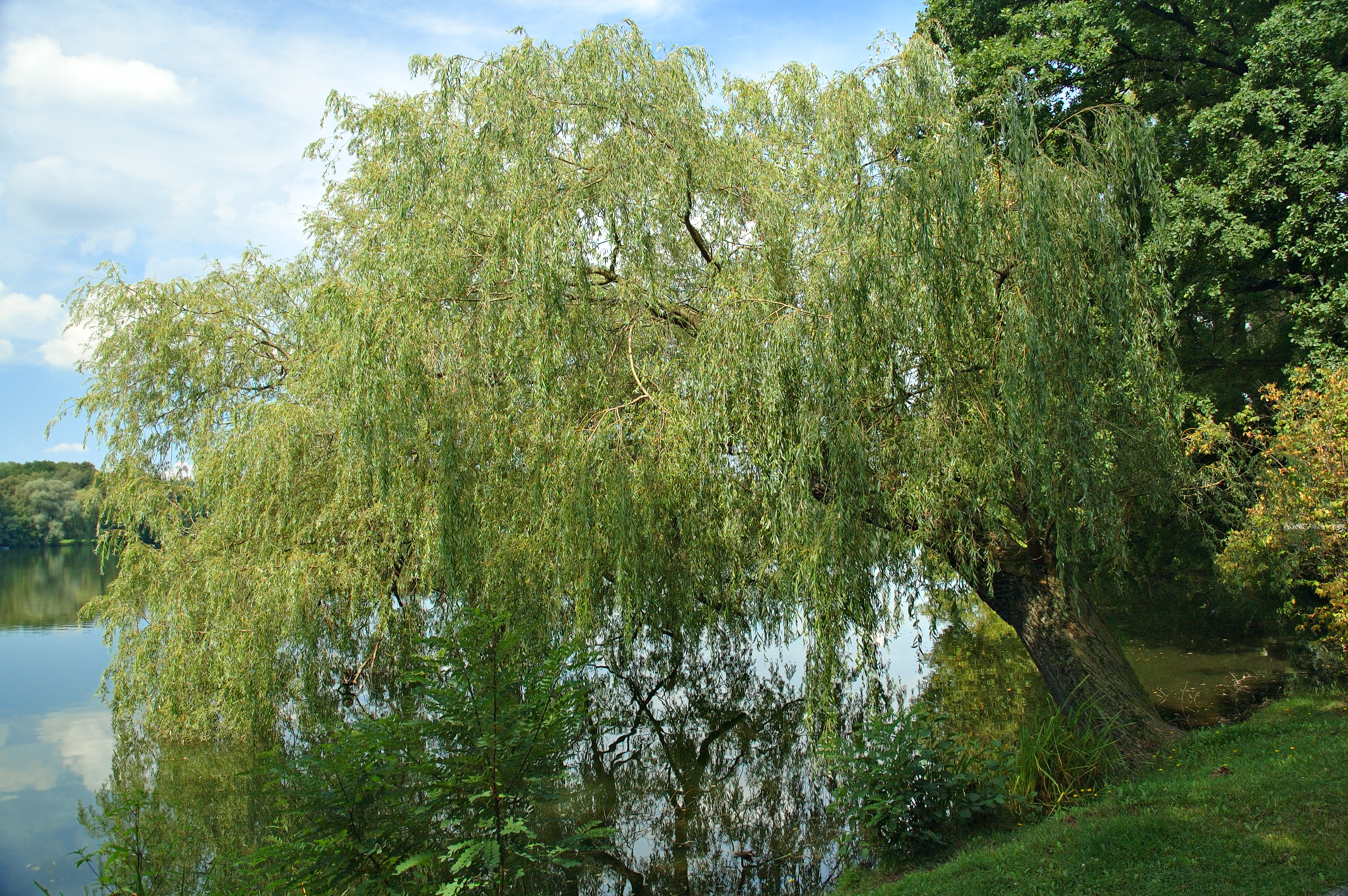
Salix ×sepulcralis

Die Echte Trauer-Weide (Salix babylonica) bastardiert mit der Silber-Weide (Salix alba) ebenso wie mit der Bruch-Weide (Salix fragilis). Der wissenschaftliche Name für die Hybride Salix fragilis × Salix babylonica ist Salix ×pendulina Wenderoth, für die Hybride Salix alba × Salix babylonica ist er Salix × sepulcralis Simonk. Beide Hybriden sind ebenfalls trauerwüchsig (Meikle 1984; Jäger 2000).

Salix ×sepulcralis Simonk. (Syn.: Salix ×salamonii (Carrière) Carrière) ist in Mitteleuropa die am weitesten verbreitete Trauerweide, da die eingeführte Echte Trauer-Weide frostempfindlich ist und leicht auswintert, bei ihr kommen oft auch zwittrige Blüten vor. Gegenüber der Hybride mit der Bruch-Weide wird die Hybride mit der Silber-Weide im Garten- und Landschaftsbau bevorzugt, da sie – von der Silber-Weide vererbt – eine dichte silbrig schimmernde unterseitige Behaarung der Laubblätter hat. 
Die Sorte ‘Chrysocoma’ ist unter den verschiedenen Sorten von Salix × sepulcralis die häufigste, sie ist eine Hybride aus der Silberweiden-Sorte Dotter-Weide (Salix alba ‘Vitellina’ bzw. Salix alba var. vitellina) mit der Echten Trauer-Weide (Salix babylonica).
Ferner wird eine Trauerform der Silber-Weide Salix alba ‘Tristis’ vielfach gepflanzt (Jäger 2000). Salix alba ‘Tristis’ wird oft als Synonym von Salix × sepulcralis 'Chrysocoma' verstanden und von dieser nicht unterschieden, aber die Trauerform der Silber-Weide, die als Salix alba var. tristis (Seringe) K.Koch bezeichnet wird, stellt möglicherweise eine unabhängige Form dar, die keine Salix babylonica-Hybride ist, bei ihr kommen im Gegensatz zu Salix × sepulcralis keine zwittrigen Blüten vor. Salix alba ‘Tristis’ wird bis zu 20 Meter hoch, während Salix ×sepulcralis ‘Chrysocoma’ nur etwa 12 Meter hoch wird und nicht ganz so winterhart ist. Beide haben eine gold-gelbe Rinde und lassen sich nur schwer unterscheiden. 
Die Wisconsin Trauerweide (Salix ×blanda Andersson) (Synonym Salix ×elegantissima K.Koch) oder Thurlow-Trauerweide ist aus Nordamerika bekannt, möglicherweise ist sie eine Hybride mit der Lorbeer-Weide (Salix pentandra L.), aber auch die Bruch-Weide (Salix fragilis L.) kommt als Elternart in Betracht, dann wäre Salix ×blanda ein Synonym von Salix ×pendulina Wender..
Generell muss man davon ausgehen, dass die genaue Identität und der Ursprung der im Handel zu findenden Trauerweidensorten nicht ausreichend geklärt werden kann.